# التهاب الأذن الخارجية
التهاب الأذن الخارجية  هو التهاب بالأذن الخارجية وقناة الأذن ويسمى أحياناً أذن السباح. تتعدد أسباب الإصابة بالتهاب الأذن الخارجية فقد تكون بكتيريا في الغالب أو فطريات أو أكزيما الجلد.

## التهاب الأذن الخارجية الحاد والمزمن
(بالإنجليزية: Acute and Chronic otitis externa)‏ ,
هو التهاب معمم في الأذن الظاهرة، يكون حاداً أو مزمناً حسب مدة الإصابة

### الأسباب

#### عوامل عامة
- أمراض جلدية ,أكزيما ,صداف
- القوباء
- التهاب الجلد العصبي
- ضعف المناعة مثل الأفراد المصابين بالبول السكري وكبار السن.

#### عوامل موضعية
- كثرة دخول الماء إلى الأذن عند السباحة مثلاً مما يؤدي إلى ذوبان الشمع الذي يحمي الأذن وينشط نموالبكتيريا والفطر.
- الرض باستعمال الأجسام الصلبة كالدبابيس وأعواد الثقاب في تنظيف الأذن.
- الانتان الموضعي بجراثيم العصيات الزرقاء أو المكورات العنقودية
- الانتان الموضعي بفطور المبيضات البيض أو الرشاشيات
- الانتان الموضعي الفيروسي

### الأعراض
- ألم شديد بالأذن.
- ضعف السمع.
- حكة بالأذن.
- إفرازات صديدية من الأذن.

## التهاب الأذن الخارجية القيحي الحاد
تدخل مواد مخرشة تسبب حكة في الأذن والحكة تسبب رض في الأذن فيدخل العامل الممرض بسبب التخريش ويحصل الإنتان والالتهاب القيحي الحاد

### الأعراض
- ألم شديد في الأذن يزداد بفتح الفم
- خروج مفرزات لا تحوي مخاطاً
- إصابة صيوان الأذن والتهاب سمحاق الغضروف، قد يمتد الالتهاب للوجه
- مضض شديد أثناء تحريك الصيوان أو الضغط على الوتدة
- انتباج وتورم مجرى السمع الظاهر[1]

## التهاب الأذن الخارجية الخبيث النخري
(بالإنجليزية: Necrotizing otitis externa)‏ ,
المرض ليس ورماً خبيثاً إنما هو ذات عظم ونقي لقاعدة القحف، يصيب عادة مرضى السكري والمدنفين ,
العامل المسبب هو العصيات الزرقاء

### الأعراض
الألم الشديد وإصابة العصب القحفي السابع (الوجهي) يليه إصابة الأعصاب القحفية التاسع والعاشر والحادي عشر عند امتداد الإصابة لقاعدة القحف.

## التشخيص
عند فحص الأذن، تكون القناة محتقنة ومُحمرَّة في الحالات المتطورة. قناة الأذن قد تبدو مشابهة لمنظر الاكزيما، يبدو الجلد متساقطاً ومتقشراً. مجرد لمس الأذن من الخارج أو تحريكها يزيد الألم، وهذه الطريقة مهمة في التشخيص اثناء الفحص السريري. قد يصعب رؤية طبلة الأذن من خلال منظار الأذن اثناء الفحص الأولي وذلك بسبب تضيق القناة الناتج عن التهابها وبسبب وجود النزح والبقايا. أحياناً يكون تشخيص التهاب الأذن الخارجية تقديرياً ومراجعة المريض مطلوبة ليتم فحص الأذن جيداً. مزرعة النزح قد تساعد في التعرف على نوع البكتيريا أو الفطر المسبب للعدوى، ولكنها ليست جزء من أدوات الشخيص الروتينية. في الحالات الوخيمة من التهاب الأذن الخارجية قد يكون هناك تورم في الغدد الليمفاوية الموجودة تحت الأذن مباشرة.
قد يتم تفويت التشخيص في معظم الحالات المبكرة بسبب أن نتائج فحص الأذن عادة ما تكون طبيعية، باستثناء الألم الناتج من التحريك. في بعض الحالات المبكرة، أكثر الملاحظات المرئية الملفتة هي انعدام الصملاخ. في الحالات المتوسطة والوخيمة المتشافية، يتطلب الصملاخ عدة أسابيع حتى يعود لكمياته الطبيعية في القناة الأذنية.

## الوقاية
الاستراتيجيات الوقائية ضد التهاب الأذن الخارجية مشابهة لاستراتيجيات العلاج.
- تجنب ادخال أي شيء داخل القناة الأذنية: استخدام أعواد الأذن القطنية والمسحات هما أهم المسببات للالتهاب الحاد.
- معظم القنوات الأذنية الطبيعية قادرة على تنظيف وتجفيف ذاتها، أما بقية القنوات تستخدم التبخير البسيط.
- بعد السباحة لوقت طويل، يمكن للشخص الأكثر قابلية للالتهاب أن يجفف أذنيه باستخدام مجفف أذن صغير يعمل بالبطاريات، متوفر في محال كثيرة، خصوصاً تلك التي تمون احتياجات الرياضات المائية. كبديل، يمكن استخدام القطرات التي تحوي حمض الخليك المخفف (خل مخفف 3:1) أو محلول بيورو. من المهم جداً ألا يتم إدخال أي أداة في الأذن حين يكون الجلد مشبعاً بالماء، لأن الأذن حينها تكون أكثر قابلية للإصابة مما قد يؤدي إلى التهاب الأذن الخارجية.
- تجنب السباحة في الماء الملوث.
- تجنب السباحة أو غسل الشعر في حين ظهور أعراض التهاب الأذن الخارجية الحاد والطفيف.

بالرغم من أن استخدام سدادات الأذن عند السباحة أو اثناء غسل الشعر قد يقي من التهاب الأذن، إلا أنها توجد تفاصيل مهمة لاستخدام هذه السدادات. السدادات الصلبة والغير ملائمة قد تتسبب بخدش الجلد المحيط بالقناة وتسبب تهيجاً. حين استخدام السدادات أثناء نوبة حادة، من المستحسن استخدام سدادات ذات الاستعمال الواحد أو إن كان الشخص يستعمل سدادات قديمة، يجب الحرص على تنظيفها وتجفيفها جيداً قبل الاستعمال لتجنب تلويث القناة.

## العلاج
الهدف من العلاج هو شفاء العدوى وإعادة الجلد حول القناة السمعية إلى حالتها الطبيعية. حين يكون التهاب الإذن الخارجية طفيفاً، في أولى مراحله، يكون الامتناع عن السباحة وغسل الرأس لعدة أيام وإبقاء الأدوات بعيداً عن الأذن عادةً كافياً لأن يشفى الالتهاب. التهاب الأذن الخارجية عادةً ما يكون مرض محدود ذاتياً. ولكن إن كان الالتهاب متوسطاً أو حاداً، أو في حال كان الطقس رطباً لدرجة أن الجلد المحيط بالأذن غالباً يبقى رطباً، التحسن التلقائي قد لا يحدث.
المحاليل الفعالة لقناة الأذن تشمل عوامل محمضة وعوامل جافة. حين يكون الجلد المحيط بقناة الأذن ملتهباً بسبب التهاب الأذن الخارجية، استخدام حمض الخليك المخفف قد يكون مؤلماً.
يعتبر محلول بيورو علاجاً فعالاً ضد كل من التهاب الأذن الخارجية البكتيري والفطري. و هو مزيج مخفف من كبريتات الألومنيوم وحمض الخليك، ويباع بدون وصفة في الولايات المتحدة الأمريكية.
تعتبر المحاليل الموضعية والمستعلقات (suspensions)  المتوفرة على شكل قطرات أذن، الدعامة الأساسية لعلاج التهاب الأذن الخارجية. بعضها يحتوي على مضادات حيوية، أو مضادات بكتيرية، البعض الأخر صممت ببساطة لتحميض بيئة قناة الأذن لتمنع نمو البكتيريا. بعض قطرات الأذن الموصوفة تحوي على ستيرويدات مضادة للالتهاب، مما يساعد على اختفاء الاحتقان والحكة. رغم الأدلة التي تقترح فعالية الستيرويدات في تقليل وقت العلاج المطلوب، التهاب الأذن الخارجية الفطري ( يسمى أيضاً بالفطار الأذني) قد يحدث من الاستخدام المبالغ والمطول لقطرات الأذن التي تحتوي على ستيرويدات.
في حالات التهاب الأذن الخارجي الحاد والغير معقد، يجب تجنب استخدام المضادات الحيوية التي تؤخذ عن طريق الفم لأن هذه المضادات لا تعطي استجابة كافية من البكتيريا المسببة لهذه الحالة. و لهذه المضادات الفموية تأثيرات جانبية خطيرة تشمل زيادة خطر الإصابة بالعدوى الانتهازية. بالمقابل، المنتجات الموضعية تستطيع علاج هذه الحالة. يكمن استخدام مضادات الزائفات التي تؤخذ عن طريق الفم في حالة الاحتقان الحاد للنسيج الرخو والذي يمتد للوجه والعنق ويمكن أن يسرع التعافي.
إزالة البقايا (من الجلد والشمع والصديد) من قناة الأذن يساعد الأدوية الموصوفة أن تلامس الجلد الملتهب مباشرة ويساعد أيضاً في تقليل وقت العلاج.
حين يتطور احتقان القناة لدرجة انسدادها، قد لا تصل القطرات الموضعية إلى المكان المطلوب بسبب هذا الانسداد وبالتالي تقل فاعلية هذا العلاج. قد يحتاج الطبيب لإدخال فتيل قطني أو قد يقوم باستخدام مادة شديدة الامتصاص متاحة تجارياً وقديمة الطراز (تسمى بالفتيلة الأذنية) ثم يقوم بتشبيعها بالدواء. تبقى الفتيلة مشبعة بالدواء حتى تفتح القناة للدرجة التي تسمح بمرور القطرات من خلال القناة بغياب الفتيلة. إزالة الفتيلة لا تتطلب وجود مهني الرعاية الصحية. يجب أن يتم وصف المضادات الحيوية بجرعات تسمح بطلاء معظم القناة وألا تستخدم لأكثر من 4-7 أيام. يجب ترك الأذن مفتوحة. من الضروري أن تكون طبلة الأذن (الغشاء الطبلي) سليمة وظاهرة. استخدام بعض الأدوية في حالة تمزق الغشاء الطبلي قد يسبب طنين الأذن، الدوار، الدوخة، وفي بعض الأحيان قد يتسبب في فقدان السمع.
بالرغم من أن التهاب الأذن الخارجية قد يشفى في بضعة أيام بعد استخدام الغسولات الموضعية والمضادات الحيوية، استعادة السمع كلياً ووظيفة الغدة المفرزة للشمع (الصملاخ) قد يستغرق المزيد من الأيام. حين تشفى تماماً، تكون القناة قادرة على تنظيف نفسها مجدداً. تكون القناة أكثر عرضة للعدوى عند التعرض للمسببات الفيزيائية والكيميائية إن لم تشفى تماماً.
العلاجات الفعّالة تشمل قطرات الأذن التي تحوي مضادات حيوية لمحاربة العدوى، الهرمونات المنشطة كورتيكوستيرويد لتقليل الحكة وتخفيف الالتهاب. في الحالات التي يصاحبها ألم، يتم عادة وصف محاليل موضعية مثل أمينوغليكوزيد، بوليميكسين، أو فلوروكوينولون. يتم استخدام مضادات فطرية في حالات الالتهابات الفطرية. التهاب الأذن الخارجية في الغالب يكون بكتيري بالدرجة الأولى أو فطري بالدرجة الأولى مما يعني أنه يتم وصف نوع مضاد واحد.
- مضادات حيوية موضعية.
- مضادات للفطريات لفترة ليست أقل من أسبوعين.
- مضادات الالتهاب الاسترويدية.
- في حالات الإصابة الشديدة يتم استعمال مضادات حيوية جهازية.
- الوقاية من دخول الماء إلى الأذن باستعمال سدادات الأذن.